# Ctenolophus
Ctenolophus is een geslacht van spinnen uit de  familie van de Idiopidae (Valdeurspinnen).

## Soorten
- Ctenolophus cregoei (Purcell, 1902)
- Ctenolophus fenoulheti Hewitt, 1913
- Ctenolophus kolbei (Purcell, 1902)
- Ctenolophus oomi Hewitt, 1913
- Ctenolophus pectinipalpis (Purcell, 1903)
- Ctenolophus spiricola (Purcell, 1903)